# Château des Épaux
Le château des Épaux est situé sur la commune de Salornay-sur-Guye en Saône-et-Loire, dans la région Bourgogne-Franche-Comté.

## Historique
L'édifice fait l’objet d’une inscription au titre des monuments historiques depuis le 28 juin 1927.

## Annexe